# Херман II фон Монфор-Брегенц
Херман II фон Монфор-Брегенц (на немски: Hermann II Graf von Montfort-Bregenz; † 1482/13 февруари 1483) от влиятелния и богат швабски род Монфор, е граф на Монфор-Брегенц-Пфанберг-Пегау в Западна Австрия.

## Произход
Той е син на граф Херман I фон Монфор-Брегенц († 1434/1435) и съпругата му графиня Маргарета от Цили († 1480), дъщеря на граф Херман III фон Цили († 1426, пада от кон) и Елизабет фон Абенсберг († пр. 1423). Внук е на граф Улрих IV фон Монфор-Брегенц († пр. 1423) и Гута фон Щадек († 1413). Правнук е на минизингер граф Хуго IX/XIV фон Монфор († 1423) и Маргарета фон Пфанберг. Потомък е на граф Конрад фон Монфор-Брегенц († 1387).

## Фамилия
Херман II се сгодява на 26 януари 1462 г. и се жени пр. 4 февруари 1462 г. за Цецилия фон Лихтенщайн-Мурау, дъщеря на Никлас I фон Лихтенщайн († 1499/1500) и Анна фон Щубенберг († 1479), дъщеря на граф Якоб фон Щубенберг-Капфенберг († 1434/1435) и Барбара фон Еберсторф († сл. 1419). Те имат петима сина:
- Хуго XVII фон Монфор-Брегенц († 22 юли 1536 в Хьохщет), женен I. на 25 юни 1488 г. за Вероника фон Валдбург-Зоненберг († 1517), II. на 23 май 1536 г. се жени за Доротея Фалкнерин
- Георг II фон Монфор-Брегенц-Пфанберг/III († 30 март 1544, Брегенц), женен II. сл. 1522 г. за полската принцеса Катерина/Катарцина Ягелонка (* ок. 1503; † 9 септември 1548)
- Йохан фон Монфор († 18 октомври 1497), каноник в Залцбург
- Волфганг фон Монфор († 28 февруари 1513), каноник в Гурк
- Херман III фон Монфор († сл. 29 октомври 1515)